# 599 Lexington Avenue
599 Lexington Avenue és un gratacel a l'avinguda Lexington Avenue de Manhattan, a Nova York. És una construcció de 199 metres d'alçada i 50 pisos, projectada per Edward Larrabee Barnes i construïda (entre 1984 i 1986) per Mortimer Zuckerman i la seva companyia Boston Properties in New York City. L'edifici fou el primer que va construir Zuckerman, sobre uns terrenys adquirits per 84 milions de dòlars. L'edifici es va construir sense cap oficina llogada per bestreta.
És el 52è edifici més alt de la ciutat de Nova York. A l'entrada hi ha el Santo nel Mio Sacco de Frank Stella, i des de l'edifici també es pot entrar a les estacions de metro de Lexington Avenue - 53rd Street i Lexington Avenue - 51st Street.